# Josef Wenzl
Josef Wenzl (* 20. Dezember 1984 in Zwiesel) ist ein ehemaliger deutscher Skilangläufer. Er war ein Sprintspezialist, der kaum über die längeren Distanzen startete. Wenzl war Mitglied des Zoll-Ski-Teams der Bundeszollverwaltung und wurde somit als Beamter des einfachen Zolldienstes geführt. Er nahm an zwei Olympischen Winterspielen (2010, 2014) und an drei Nordischen Skiweltmeisterschaften (2007, 2009, 2011) teil. Zudem holte er einen Weltcupsieg und belegte in der Saison 2013/14 den dritten Platz im Sprintweltcup.

## Werdegang
Wenzl begann im Alter von sechs Jahren mit dem Skilanglauf. Im Alter von 14 Jahren startete er erstmals bei regionalen Rennen. Er spezialisierte sich auf die Disziplin Sprint. Sein Debüt im Skilanglauf-Weltcup gab er am 14. Dezember 2004 im italienischen Asiago. Seine ersten Weltcuppunkte holte er im Dezember 2005 in Nove Mesto mit dem 18. Rang im Sprint. Im selben Monat wurde er Deutscher Meister im Sprint. Bei den U23-Weltmeisterschaften 2006 in Kranj holte er die Silbermedaille im Sprint. In der Saison 2006/07 qualifizierte er sich mit zwei Top-Ten-Platzierungen im Weltcup (Sechster in Düsseldorf und Achter im russischen Rybinsk) für die Weltmeisterschaften 2007 in Sapporo und erreichte dort im Sprint den 14. Platz. Bei den U23-Weltmeisterschaften 2007 in Tarvisio errang er den 16. Platz im Sprint. Am 27. Oktober 2007 gelang ihm in Düsseldorf mit seinem ersten Weltcupsieg der endgültige Durchbruch. Eine Schulterverletzung durch einen Trainingsunfall am 27. November 2007 zwang ihn dann zu einer circa zweimonatigen Wettkampfpause.
Nachdem anfänglich davon ausgegangen wurde, dass die Saison für ihn beendet sei, konnte er am 27. Januar 2008, nur sieben Wochen nach der Schulteroperation, beim FIS Weltcup im kanadischen Canmore starten und erreichte prompt das Finale des Freistil-Sprints (Fünfter Platz im Endklassement). Sein Trainer Jochen Behle sprach von einer „Wunderheilung“. Die Saison beendete er auf den 16. Rang im Sprintweltcup. Nach schwachen Beginn in die Saison 2008/09 mit zwei Platzierungen außerhalb der Punkteränge, kam er in Davos auf den fünften und in Vancouver auf den dritten Platz im Sprint. Im Januar 2009 wurde er deutscher Meister im Sprint. Bei den Nordischen Skiweltmeisterschaften 2009 in Liberec belegte er den 24. Rang im Sprint. Im Sprintweltcup errang er den 21. Platz. In der Saison 2009/10 erreichte er bei sieben Einzelsprintteilnahmen im Weltcup, zweimal die Punkteränge und einmal eine Platzierung unter den ersten Zehn. In Rybinsk belegte er zusammen mit Tim Tscharnke den dritten Rang im Teamsprint. Im Februar 2010 kam er bei den Olympischen Spielen 2010 in Vancouver auf den 31. Platz im Sprint. Im selben Monat wurde er im Sprint und zusammen mit Michael Schnetzer im Teamsprint deutscher Meister. Im folgenden Jahr erreichte er bei den Nordischen Skiweltmeisterschaften 2011 in Oslo den 39. Platz im Sprint. In der Saison 2011/12 errang er bei acht Sprintteilnahmen im Weltcup, siebenmal die Punkteränge. Beim Sprint in Mailand belegte er den zweiten Platz und beendete die Saison auf den 15. Rang im Sprintweltcup. In der folgenden Saison erreichte er bei vier Einzelsprintteilnahmen im Weltcup nur einmal die Punkteränge. Seine bisher beste Weltcupsaison absolvierte er 2013/14. Bei allen sieben Einzelsprints kam er in die Punkteränge. Dabei belegte er beim Sprint in Szklarska Poręba den zweiten Rang und in Toblach den dritten Platz. Bei den Olympischen Spielen 2014 in Sotschi erreichte er wie vier Jahre zuvor den 31. Platz im Sprint. Im März 2014 wurde er bei den Deutschen Skilanglauf-Meisterschaften 2014 in Rohrmoos zusammen mit Sebastian Eisenlauer Meister im Teamsprint. Die Saison beendete er auf den dritten Rang im Sprintweltcup. Diese guten Ergebnisse konnte er in der Folgesaison 2014/15 nicht wiederholen. Sein bestes Einzelresultat in der Saison war der 30. Platz beim Sprint in Davos und kam damit letztmals in die Punkteränge. Sein letztes internationales Rennen absolvierte er im Dezember 2016 beim Alpencup in Goms, welches er auf dem 14. Platz im Sprint beendete.
Wenzl nahm an 18 Rennen des Alpencups teil. Dabei holte er im Februar 2009 beim Sprint in Zwiesel seinen bisher einzigen Alpencupsieg.
Josef Wenzl startete für den SC Zwiesel. Nach seinem Realschulabschluss bewarb er sich beim Zoll, bei dem er aufgrund seiner Erfolge ins Skiteam aufgenommen wurde. In Bärnzell betreiben seine Eltern einen voll bewirtschafteten Erlebnisbauernhof. Nach seiner Karriere als Skilangläufer betreibt er seit 2019 in Bodenmais Luxus-Chalets.

## Erfolge

### Weltcupsiege im Einzel
| Nr. | Datum            | Ort        | Distanz                |
| --- | ---------------- | ---------- | ---------------------- |
| 1.  | 27. Oktober 2007 | Düsseldorf | 1,5 km Sprint Freistil |

### Siege bei Continental-Cup-Rennen
| Nr. | Datum            | Ort     | Disziplin       | Serie    |
| --- | ---------------- | ------- | --------------- | -------- |
| 1.  | 15. Februar 2009 | Zwiesel | Sprint Freistil | Alpencup |

### Deutsche Meisterschaften
| Deutsche Meisterschaften | Deutsche Meisterschaften | Deutsche Meisterschaften                                        | Deutsche Meisterschaften |
| ------------------------ | ------------------------ | --------------------------------------------------------------- | ------------------------ |
| Silber                   | 2006 München             | Silber im Sprint Freistil                                       |                          |
| Gold                     | 2009 Isny                | Gold im Sprint Freistil                                         |                          |
| Silber                   | 2009 Isny                | Silber im Teamsprint Freistil mit Thomas Freimuth               |                          |
| Bronze                   | 2009 Hinterzarten        | Bronze in der Staffel Freistil mit Florian Rohde, Marcus Enders |                          |
| Gold                     | 2011 Willingen           | Gold im Sprint Freistil                                         |                          |
| Gold                     | 2011 Willingen           | Gold im Teamsprint Freistil mit Michael Schnetzer               |                          |
| Gold                     | 2014 Oberstdorf          | Gold im Teamsprint Freistil mit Sebastian Eisenlauer            |                          |
| Silber                   | 2016 Oberhof             | Silber im Sprint Freistil                                       |                          |

## Teilnahmen an Olympischen Winterspielen und Weltmeisterschaften

### Olympische Spiele
- 2010 Vancouver: 31. Platz Sprint klassisch
- 2014 Sotschi: 31. Platz Sprint Freistil

### Nordische Skiweltmeisterschaften
- 2007 Sapporo 14. Platz Sprint klassisch
- 2009 Liberec 26. Platz Sprint Freistil
- 2011 Oslo 39. Platz Sprint Freistil

## Platzierungen im Weltcup

### Weltcup-Statistik
Die Tabelle zeigt die erreichten Platzierungen im Einzelnen.
- 1.–3. Platz: Anzahl der Podiumsplatzierungen
- Top 10: Anzahl der Platzierungen unter den ersten zehn
- Punkteränge: Anzahl der Platzierungen innerhalb der Punkteränge
- Starts: Anzahl gelaufener Rennen in der jeweiligen Disziplin
- Hinweis: Bei den Distanzrennen erfolgt die Einordnung gemäß FIS.

| Platzierung         | Distanzrennen a | Distanzrennen a | Distanzrennen a | Distanzrennen a | Distanzrennen a | Skiathlon Verfolgung | Sprint | Etappen- rennen b | Gesamt | Team   | Team    |
| Platzierung         | ≤ 5 km          | ≤ 10 km         | ≤ 15 km         | ≤ 30 km         | > 30 km         | Skiathlon Verfolgung | Sprint | Etappen- rennen b | Gesamt | Sprint | Staffel |
| ------------------- | --------------- | --------------- | --------------- | --------------- | --------------- | -------------------- | ------ | ----------------- | ------ | ------ | ------- |
| 1. Platz            |                 |                 |                 |                 |                 |                      | 1      |                   | 1      |        |         |
| 2. Platz            |                 |                 |                 |                 |                 |                      | 2      |                   | 2      |        |         |
| 3. Platz            |                 |                 |                 |                 |                 |                      | 2      |                   | 2      | 1      |         |
| Top 10              |                 |                 |                 |                 |                 |                      | 15     |                   | 15     | 5      |         |
| Punkteränge         | 1               |                 |                 |                 |                 |                      | 45     |                   | 46     | 13     | 2       |
| Starts              | 6               | 1               | 2               |                 |                 | 7                    | 78     | 1                 | 95     | 13     | 2       |
| Stand: Karriereende |                 |                 |                 |                 |                 |                      |        |                   |        |        |         |

### Weltcup-Gesamtplatzierungen
| Saison  | Gesamt | Gesamt | Distanz | Distanz | Sprint | Sprint |
| Saison  | Punkte | Platz  | Punkte  | Platz   | Punkte | Platz  |
| ------- | ------ | ------ | ------- | ------- | ------ | ------ |
| 2005/06 | 33     | 104.   | -       | -       | 33     | 45.    |
| 2006/07 | 105    | 50.    | -       | -       | 105    | 24.    |
| 2007/08 | 163    | 43.    | -       | -       | 163    | 16.    |
| 2008/09 | 115    | 57.    | -       | -       | 115    | 21.    |
| 2009/10 | 51     | 94.    | -       | -       | 51     | 45.    |
| 2010/11 | 74     | 71.    | -       | -       | 74     | 33.    |
| 2011/12 | 207    | 46.    | 1       | 97.     | 206    | 15.    |
| 2012/13 | 16     | 127.   | -       | -       | 16     | 74.    |
| 2013/14 | 306    | 18.    | -       | -       | 306    | 3.     |
| 2014/15 | 1      | 156.   | -       | -       | 1      | 97.    |

## Auszeichnungen
- 2014: Goldener Ski[2]